# Retrotranspozon
Retrotranspozon – typ transpozonu (transpozon RNA), stanowiący znaczną część genomów organizmów eukariotycznych. Wszystkie retrotranspozony występują w postaci cząsteczki RNA. Retrotranspozony zawierają geny kodujące enzymy niezbędne do przemieszczania się w procesie transpozycji - po wniknięciu do komórki gospodarza (lub po transkrypcji retrotranspozonu zintegrowanego z genomem gospodarza) następuje synteza pierwszej nici DNA przez enzym zwany odwrotną transkryptazą. W ten  sposób powstaje pozachromosomowa, dwuniciowa cząsteczka zbudowana z  jednej nici RNA i jednej nici DNA. Następnie matrycowa nić RNA jest  wytrawiana (przez enzym RNA-zę), a na jej miejsce syntetyzowana jest druga  (komplementarna do pierwszej) nić DNA. Taki dwuniciowy DNA zostaje za  pomocą enzymu integrazy wstawiony do genomu gospodarza.
Istnieją dwa typy retrotranspozonów:
- zawierające na obu końcach długie powtórzone sekwencje nukleotydów - LTR (z ang. Long Terminal Repeats);
- nieposiadające sekwencji LTR - non-LTR.

Przykładem retrotranspozonów zawierających sekwencje LTR należą: retrowirusy (u zwierząt), Ty1-copia oraz Ty3-gypsy. Do retrotranspozonów niezawierających sekwencji LTR zalicza się elementy LINE oraz SINE.

## Budowa retrotranspozonów
Retrotranspozony zbudowane są z trzech  ważnych genów: gag, pol oraz int. Syntetyzowane są jako poliproteina a następnie cięte przez specyficzną proteazę kodowaną przez gen pol. Gen gag koduje białka biorące  udział w dojrzewaniu i pakowaniu retrotranspozonów w celu ich integracji do genomu, gen pol - odwrotną transkryptazę i RNazę H, a gen int - integrazę.

## Retrotranspozony LTR
Retrotranspozony Ty1-copa oraz Ty3-gypsy wykazują podobną budowę oraz funkcję. Różnice obserwuje się w dwóch genach: int oraz pol.

## Retrotranspozony non-LTR
- Elementy LINE (z ang. Long Interspersed Nuclear Elements) - retrotranspozony zawierające gen pol oraz gag co umożliwia ich trankrypcję i integrację do genomu. Nie stwierdzono u nich genu int[3].  Stanowią około 20% ludzkiego genomu (ich liczbę szacuje się na 500 - 900 tys., jednak tylko około 100 uważa się za nadal aktywne). Elementy LINE mają zwykle ponad 5000 par zasad długości. Czasem powielają też inne sekwencje, np. sekwencje Alu. Wykorzystuje się je w badaniach tzw. genetycznych odcisków palców (zobacz też RFLP).
- SINE (z ang. Short Interspersed Nuclear Elements) to krótkie sekwencje stanowiące ok. 10% ludzkiego genomu, które nie kodują funkcjonalnych białek i do przemieszczania się wykorzystują inne retrotranspozony (np. LINE). Najbardziej rozpowszechnione SINE u naczelnych to sekwencje Alu.

Retrotranspozycja może być przyczyną chorób genetycznych, jeśli integracja spowoduje uszkodzenie genu. Odwrotna transkryptaza elementów LINE prawdopodobnie odgrywa rolę w powstawaniu niektórych nowotworów, ale także w normalnym rozwoju embrionalnym u myszy. Sekwencje pochodzące z retrotranspozonów wykorzystywane są jako sekwencje regulatorowe niektórych genów.